# Université normale de la Chine de l'Est
Pour les autres articles nationaux ou selon les autres juridictions, voir École normale supérieure.
L'université normale de la Chine de l'Est (华东师范大学) est une université nationale chinoise située à Shanghai. Fondée en 1951, elle fut la première école normale supérieure de la République populaire de Chine.
Elle est communément désignée par le sigle ECNU (en anglais East China Normal University) , et fait partie des 39 universités chinoises labellisées « université d'excellence » dans le cadre du programme 985.

## Historique
La fusion en 1951 de plusieurs établissements d'enseignement supérieur a donné naissance à la première école normale supérieure de la République populaire de Chine. L'ECNU était l'une des 16 premières universités officiellement classées comme des universités nationales clés en 1959, et ce statut a été réaffirmé en 1978.
En 2002, l'École normale supérieure de Paris, l'ENS Cachan et l'ENS de Lyon ont mis en place un programme de formation master-doctorat à l'École normale supérieure de l'Est de la Chine (ECNU) à Shanghai. Une antenne des ENS est hébergée dans les locaux de l'ECNU à l'Institut des aspirants-chercheurs et dans l'Institut franco-chinois d'études avancées.
En septembre 2007, EMLYON Business School a inauguré un nouveau campus à Shanghai en partenariat avec l'ECNU.
Le premier établissement sino-américain d'enseignement supérieur - Université de New York à Shanghai (NYU Shanghai) – a été cocréé par l'université de New York et l'ECNU et a été approuvé par le ministère de l'Éducation de la République populaire de Chine au début de 2011,.

## Recherche

### Centre commun de recherche
- ECNU-UBC Centre d'Études sur la Chine dans le Monde moderne (avec l'université de la Colombie-Britannique)[8]
- Centre des Recherches Culturelles Sino-Européens (avec la Katholieke Universiteit Leuven)[9]
- Centre de recherche de l'éducation et de la communication interculturelle (avec l'université Humboldt de Berlin)[10]
- Cornell-ECNU Centre d'études des civilisations comparées (avec l'université Cornell)[11]

## Personnalités liées à l'université

### Étudiants
- Liu Xiang (athlète), champion olympique du 110 m haies à Athènes en 2004 et ancien détenteur du record du monde du 110 m haies.
- Han Zheng, maire de Shanghai, membre du Bureau politique du Comité central du PCC.
- Cheng Zhengdi, membre de l'Académie nationale d'ingénierie des États-Unis.
- Fei Ge, écrivain chinois, professeur de l'université Tsinghua à Pékin.
- Shuzhen Zhou, géographie.

## Galerie d'images

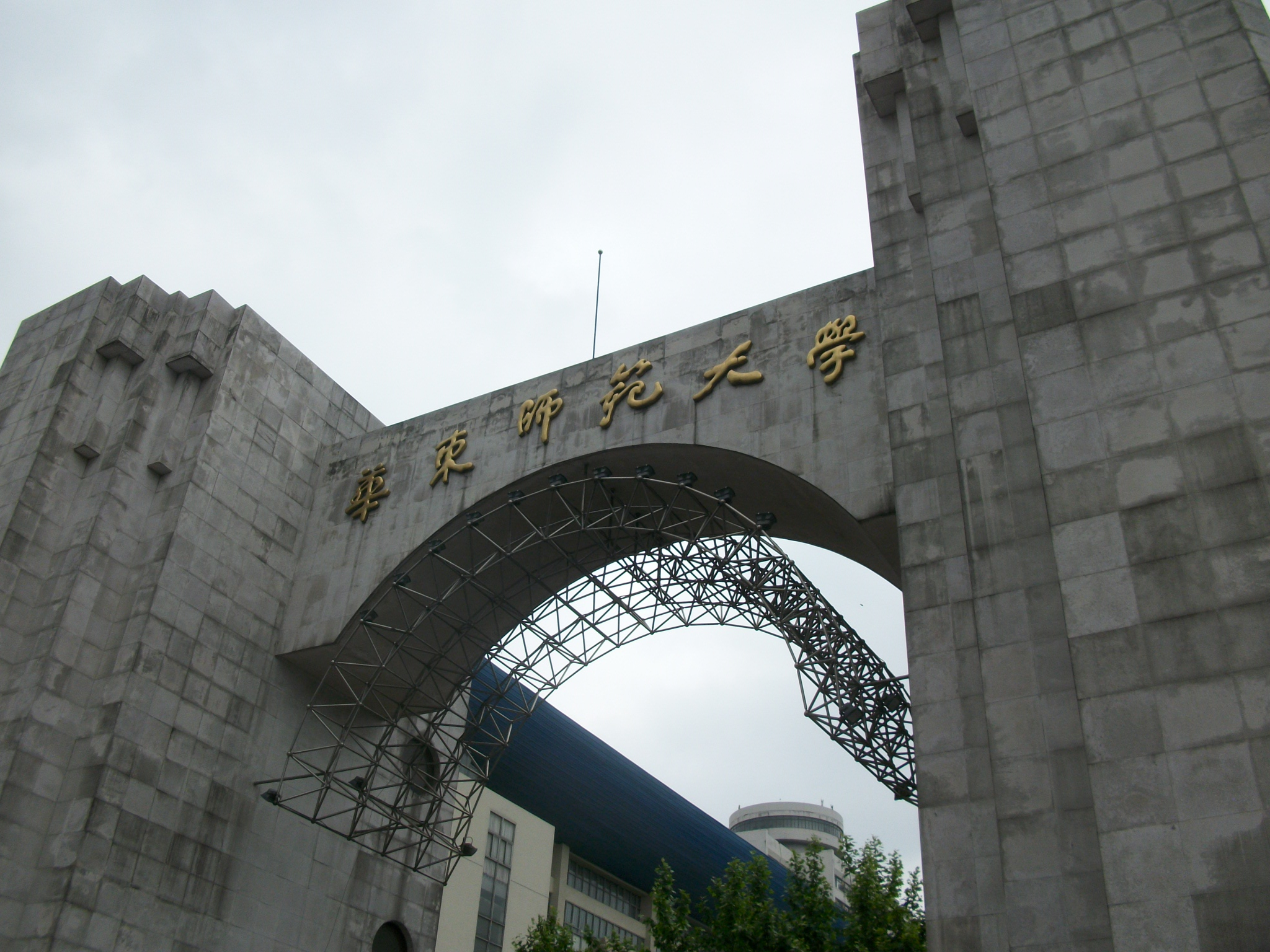
Portail du campus de Putuo.
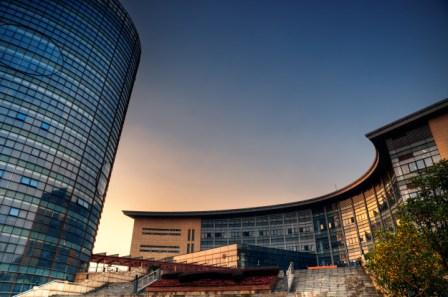
Bibliothèque de l'ECNU.